# Raión de Kostantínovka
Raión de Kostantinovka (en ucraniano: Костянтинівський район) es un antiguo raión o distrito de Ucrania en el este de la Ucrania. La capital fue la ciudad de Kostantínovka.
Comprende una superficie de 1172 km².

## Demografía
Según estimación 2010 contaba con una población total de 20400 habitantes.

## Otros datos
El código KOATUU fue 1422400000. El código postal 85100 y el prefijo telefónico +380 6272.